# Ízletes csiperke
Az ízletes csiperke (Agaricus bitorquis) a csiperkefélék családjába tartozó, útszélen, kertekben növő ehető gombafaj.

## Megjelenése

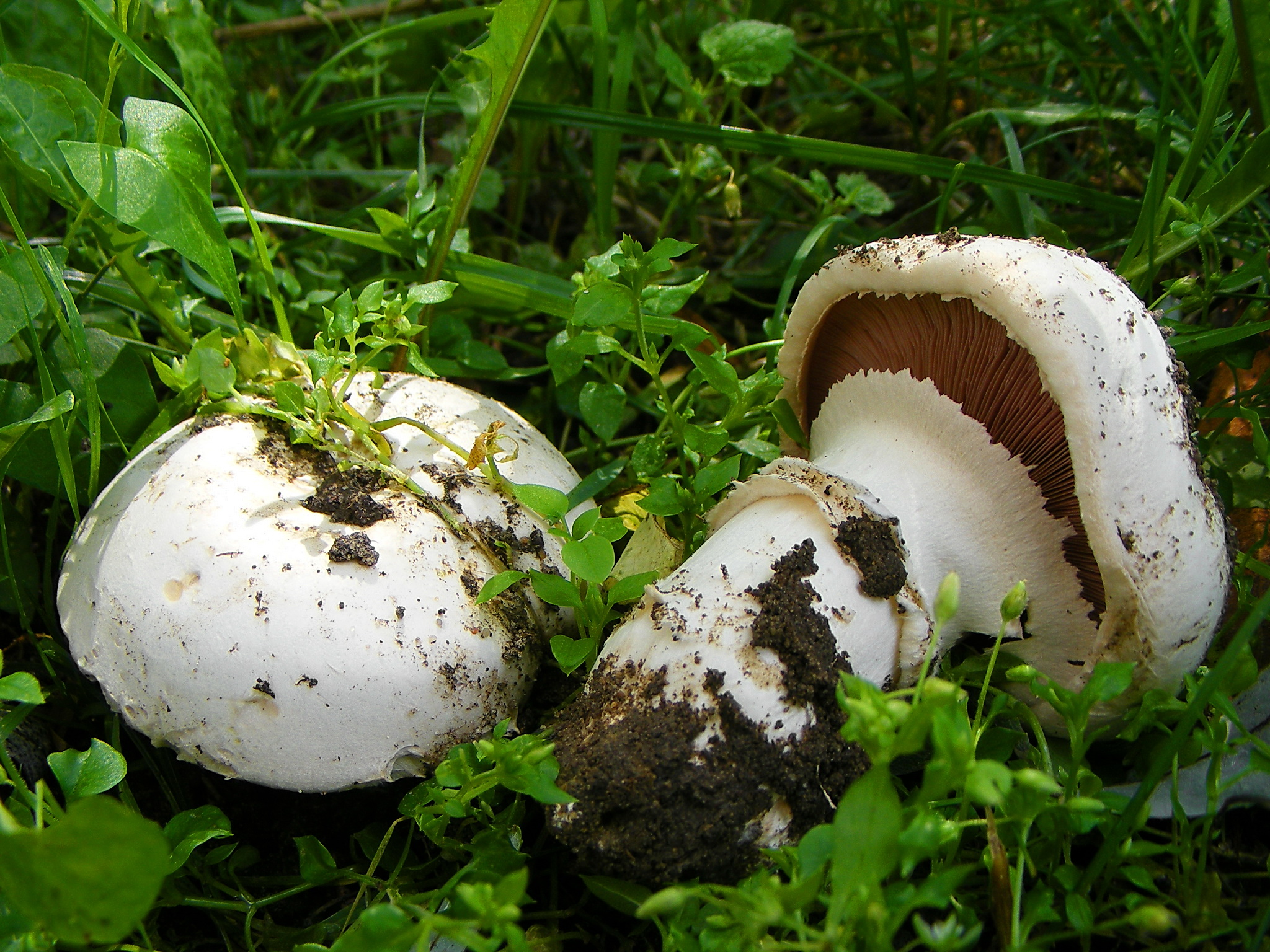

Az ízletes csiperke kalapjának átmérője 3-15 (ritkán 20) cm. Kezdetben félgömb formájú, majd domborúvá, idősebb korban pedig lapossá válik; ilyenkor a közepe is bemélyedhet. Széle sokáig begöngyölt marad. Színe szürkésfehér vagy krémszínű, felülete sima, esetleg kissé szálas vagy pikkelyes. Nyomásra, sérülésre sárgán foltosodik. A kalap húsa vastag, kemény, fehér színű. Elvágva kissé vörösödik.  Íze és szaga kellemes "csiperkés".
Sűrűn álló lemezei szabadon állóak, nem nőnek a tönkhöz. A fiatal gomba lemezei szürkésrózsaszínűek (hússzínűek), ami idős korban a spórák érésével egészen feketésbarnára sötétül. A lemezek éle kissé csipkézett, fehéres. Spórapora sötétbarna. A spórák oválisak, hosszuk 5,5-6 mikrométer, szélességük 4,5-5 mikrométer.
Tönkje 4–15 cm magas és 1–6 cm vastag. Töve felé vékonyodhat. Színe fehér. Jellegzetes kettős gallérja van (erről kapta latin nevét): a felső felfelé áll (ez a lemezeket eltakaró burok maradványa) az alsó bocskorszerű. A gallér enyhén vörösödő. 

### Hasonló fajok
Külsőre hasonlít hozzá az ehető sziki csiperke és a mérgező karbolszagú csiperke; utóbbi azonban kellemetlen vegyszerszagú és húsa erősen sárgul. Dupla gallérja, sárguló kalapfelszíne és vörösödő húsa jól elkülöníti a többi gombától.
Valamennyi csiperkefajnál gondolni kell a gyilkos galócával való összetéveszthetőségre, különösen a fiatal példányok esetén. Az ízletes csiperkénél a rózsaszín lemezek, a bocskor hiánya és a termőhely (erdő helyett kertek, ligetek) különböztetik meg tőle.

## Elterjedése és termőhelye
Szinte az egész világon (Eurázsia, Észak- és Dél-Amerika, Ausztrália) elterjedt, majdnem kozmopolita faj.
Útszélen, kertekben, parkokban, bolygatott területeken, akár az aszfaltrepedésekben növő gomba. Magyarországon gyakori. Májustól novemberig terem.
Jóízű, ehető gomba. 